# Sklereide

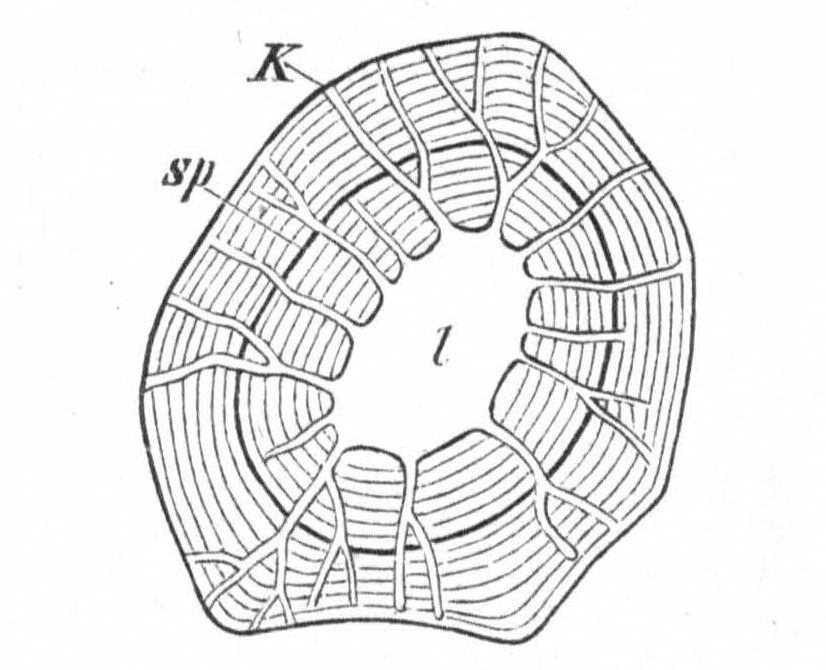
Steinzelle aus der Knolle von Dahlia variabilis. l = Zellhöhlung, K = Tüpfelkanäle, sp = Sprung im Schichtensystem.

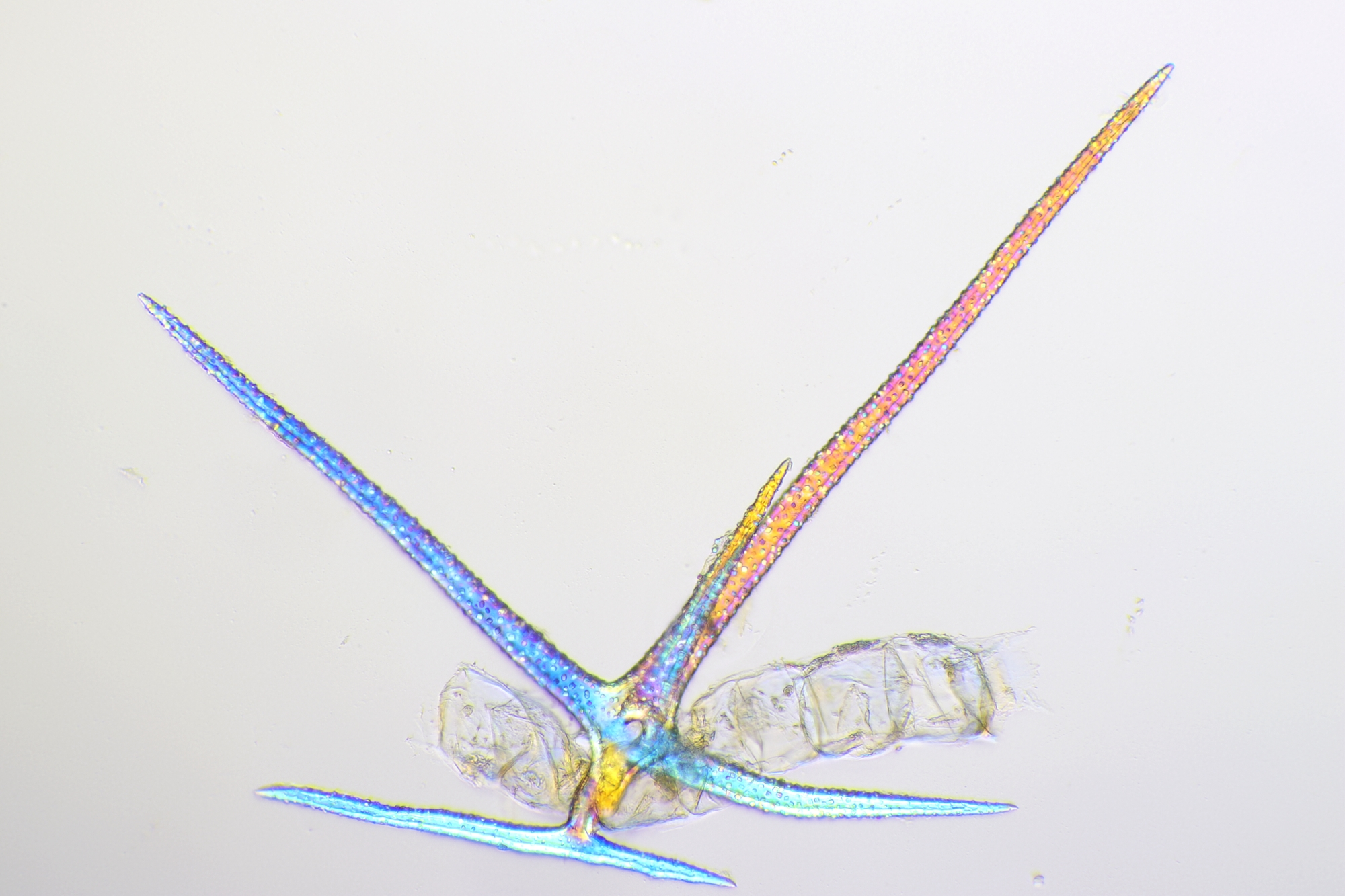
Astrosklereid aus dem Blattstiel von Nymphaea spec. im polarisierten Licht

Eine Sklereide oder Sklerenchymzelle (altgriechisch σκληρός sklēros, deutsch ‚hart‘) ist in Pflanzen eine meist tote Zelle, die eine stark verdickte Zellwand besitzt, jedoch nicht faserartig ausgebildet ist. Sklereiden dienen der Festigung und Verstärkung von Pflanzenteilen, wie Baumstämmen und anderen verholzten Bereichen. Sie können einzeln auftreten (als Idioblast) oder ein Festigungsgewebe (Sklerenchym) bilden.
Sklereiden besitzen eine dicke sekundäre Zellwand, die stark lignifiziert ist. Sie verfügen über zahlreiche einfache Tüpfel. Ihre Form ist sehr variabel.

## Vorkommen
Sklereiden kommen in der Epidermis, im Grundgewebe sowie in Leitbündeln vor.
In Sprossachsen kommen Sklereiden häufig in Form eines Sklerenchymzylinders um die Leitbündel vor. Sie entstehen dort häufig aus Parenchymzellen. In der Rinde von Bäumen, etwa von Trochodendron oder Pseudotsuga taxifolia, kommen auch verzweigte Sklereiden vor.
In Blättern kommen Sklereiden in vielfältiger Form vor. Im Mesophyll gibt es zwei Verbreitungsmuster: diffuse Verteilung im Blattgewebe (etwa bei Olea oder Pseudotsuga) oder Begrenzung auf die Enden der kleinen Leitbündel (etwa einige Polygalaceae, Capparaceae, Rutaceae). Die sternförmigen Sklereiden der Nymphaeaceae ragen in die großen Interzellularräume. Die Sklereiden des Olivenbaums (Olea europaea) sind mit rund einem Millimeter außergewöhnlich lang.
Die Früchte der Birnen (Pyrus) und Quitten (Cydonia) besitzen Steinzellen im Fruchtfleisch verteilt. Die Tüpfelkanäle sind häufig verzweigt, da sich beim Zellwandwachstum nach innen zwei Tüpfel vereinigen. Bei den Äpfeln (Malus) sitzen Sklereiden im Kerngehäuse.
In Samen erfolgt die Verhärtung der Samenschale oft dadurch, dass sich die Epidermis und teilweise auch die darunterliegenden Zellschichten zu Sklereiden entwickeln.

## Formen
Nach ihrer Form kann folgende Unterteilung erfolgen:
- Brachysklereiden oder Steinzellen sind annähernd isodiametrisch. Sie treten in Gruppen vor allem in fleischigen Früchten auf. In Nussfrüchten und Steinfrüchten bilden sie die harte Schicht.
- Makrosklereiden oder Stabzellen sind längliche Zellen und kommen besonders in Frucht- und Samenschalen vor. Hierzu zählen auch die Malpighischen Zellen der Schmetterlingsblütler.
- Osteosklereiden sind verlängerte Zellen und an den Enden verbreitert oder gelappt. Sie treten besonders in Blättern auf.
- Astrosklereiden sind verzweigte, oft sternförmige Zellen. Sie kommen besonders in Blättern der Nymphaeaceae und einiger monokotyler Wasserpflanzen vor.
- Trichosklereiden sind lange, zugespitzte, haarförmige, teilweise leicht verzweigte Zellen.

## Belege
- Gerhard Wagenitz: Wörterbuch der Botanik. Die Termini in ihrem historischen Zusammenhang. 2., erweiterte Auflage. Spektrum Akademischer Verlag, Heidelberg/Berlin 2003, ISBN 3-8274-1398-2, S. 297.
- Katherine Esau: Anatomy of Seed Plants. John Wiley, 1960, S. 55–58.